# 前田禎
前田 禎（まえだ ただし、1942年3月6日 - 2005年10月15日）は、鹿児島県出身の元騎手・元調教師。

## 経歴

### 騎手時代
デビューから1960年代
1958年に中山・岩佐宗五郎厩舎の騎手見習を務め、1959年3月に同厩舎からデビュー。
同1日の東京第12競走5歳以上20万下・クモミドリで初騎乗初勝利  を挙げ、秋の東京では9月24日に初の1日2勝、10月24日・25日には初の2日連続勝利を挙げる。1年目の1959年には初の2桁勝利で20勝台となる24勝をマークするが、同年が自己最多となった。
2年目の1960年には2年連続2桁で20勝をマークするが、3年目の1961年には2月26日の東京第6競走障害特殊ハンデキャップ・トチヒカリ（7頭中6着）を最後に一度騎手を辞めて岩佐厩舎の調教助手に転身。
1963年3月3日の東京第2競走4歳以上400万下・ホマレヒメ（12頭中11着）で騎手に復帰し、7月27日の福島第2競走4歳以上30万下・セイザンで復帰後初勝利を挙げる。
1964年には5年ぶりで復帰後初の2桁となる15勝をマークし、同年から1972年まで9年連続2桁勝利を記録。
1965年から1967年には3年連続20勝台を記録し、1965年の中山大障害（秋）では10頭中8番人気の牝馬ミスハツクモでフジノオーの5連覇を阻止して優勝。1966年には東京障害特別（秋）で9頭中7番人気のニシノウチに騎乗し、フジノオーの全弟フジノチカラをアタマ差抑えて勝利。
1967年には牝馬東京タイムズ杯で10頭中9番人気のクインレントゲンを2着に導き、永田雅一所有で尾形藤吉厩舎のアドミラルで中山大障害（秋）3着に入った。
1968年には障害入りしたクインレントゲンで東京障害特別（春）3着、1969年の七夕賞では7頭中5番人気のヒシヤクシンでオークス馬ルピナスにハナ差3着に入った。
1970年代
1971年には4年ぶりで最後の20勝台となる22勝をマークし、アラブ王冠（秋）ではタマレントゲンで2着に入った。
1972年の11勝が最後の2桁となり、二本柳俊夫厩舎に移籍した1973年にはツキサムホマレで中京記念で13頭中12番人気ながらナオキの5着、ダイヤモンドステークスでは12頭中10番人気ながらトーヨーアサヒ・クリイワイに次ぐ4着、京王杯スプリングハンデキャップでも4着に入った。
1974年には中尾銑治厩舎に移籍し、10月27日の福島で第1競走3歳未勝利・オーギタカラ、第2競走3歳未勝利・テツノサザンカと連勝し、後者が最後の勝利となった。
1975年2月23日の中山第11競走5歳以上400万下・エリモシャープ（10頭中4着）を最後に現役を引退し、同年には調教師免許を取得。

### 調教師時代
1970年代
引退後の1977年に開業し、1月30日の東京5競走4歳新馬・ダイシンスーパー（18頭中12着）で初出走を果たすと、5月14日の福島第9競走伏拝特別・リスティブで初勝利を挙げる 。
開業1年目の1977年は2勝、2年目の1978年は6勝、3年目の1979年には初の2桁勝利となる12勝をマーク。
1980年代
1980年には「その牝系を抜きにして日本のアラブ競馬史は語れない」と言わしめるほどの影響力を示したオーバーヤン五ノ七を母系に持ち、カブトシローと同じ青森・十和田の佐々木悼牧場で生産されたホクトチハルでアラブ大賞典（春）を制し、重賞初勝利を挙げる。ホクトチハルは後に中野隆良厩舎に移籍し、同年の優駿賞最優秀アラブに選出されている。
1981年にはアイノフィーバーで岡部幸雄騎乗のセイユウ記念、河内洋騎乗のシュンエイ記念で共に3着に入った。
1983年にはスピーデイタイガーで七夕賞を制し、同年のダービー卿チャレンジトロフィーでは3着、明けて1984年の金杯ではドウカンヤシマの2着、続く東京新聞杯3着と重賞で好走。
1979年から1981年まで3年連続、1985年から1989年まで5年連続で2桁勝利を記録し、1986年には開業後初の20勝台となる自己最多の24勝をマーク。
1987年の七夕賞ではレイレナードがオークス馬トウカイローマンを抑えてダイナシュート・ダイナフェアリーに次ぐ3着に入り、ビーバップが1990年のクイーンステークス、1991年と1992年の関屋記念で2着になった。
1990年代
1991年から1994年まで4年連続2桁勝利を記録し、1993年にはマイスタージンガーで関屋記念・京成杯オータムハンデキャップを制し、毎日王冠・マイルチャンピオンシップにシンコウラブリイの4着に入った。1994年の共同通信杯4歳ステークスではハヤテバラモンが最後方なら追い込み、ナリタブライアンの3着に入った。
1998年にはミラクルタイムが毎日杯でディヴァインライト・ボールドエンペラー、京都4歳特別ではメイショウオウドウを抑えて勝利し、バプティスタが阪神4歳牝馬特別でロンドンブリッジ・エリモエクセルを抑えて3着、秋華賞では13番人気ながらファレノプシス・エアデジャヴー・エガオヲミセテに次ぐは5着に入り、同年には自身最後の20勝をマーク。
1999年にはシェリフズスター産駒のセイウンエリアが日経賞でセイウンスカイの2着に入り、橋本広喜に乗り替わってからは福島記念10番人気4着、2000年には小倉大賞典を14番人気でジョービッグバンの5着、中京記念を10番人気でメイショウドトウの4着とローカル重賞の掲示板を確保。
2000年代
2003年には松岡正海が所属騎手としてデビューし、松岡にはスタートをしっかりしろ、といつも言っていたほか、技術面以外では「身を粉にして働け」と教えた。
2005年9月10日の中山第10競走浦安特別・ジャズアップが中央での最後の勝利となり、騎乗していた二本柳壮は通算200勝を達成。
晩年は病気療養中であったが、2005年10月15日午後3時15分に死去。享年64歳。
亡くなる5日前の10月10日に盛岡第8競走銀河賞・セイカモリオカで最後の勝利を挙げ、亡くなった15日に弟子の松岡が騎乗した東京第10競走神無月ステークス・ジャズアップ（16頭中7着）が最後の出走となった。
管理馬は翌16日付で相沢郁厩舎へ転厩し、松岡も相沢厩舎に移籍した。

## 騎手成績
| 通算成績 | 1着 | 2着 | 3着 | 4着以下 | 出走回数 | 勝率 | 連対率 |
| -------- | --- | --- | --- | ------- | -------- | ---- | ------ |
| 計       | 221 | 300 | 309 | 1844    | 2674     | .082 | .220   |

主な騎乗馬
- ミスハツクモ（1965年中山大障害 (春)）
- ニシノウチ（1966年東京障害特別 (秋)）

## 調教師成績
| 通算成績 | 1着 | 2着 | 3着 | 4着以下 | 出走回数 | 勝率 | 連対率 |
| -------- | --- | --- | --- | ------- | -------- | ---- | ------ |
| 平地     | 303 | 320 | 326 | 3727    | 4676     | .065 | .133   |
| 障害     | 9   | 12  | 15  | 100     | 136      | .066 | .154   |
| 計       | 312 | 332 | 341 | 3827    | 4812     | .065 | .134   |

主な管理馬
- ホクトチハル（1980年アラブ大賞典 (春)）
- スピーデイタイガー（1983年七夕賞）
- マイスタージンガー（1993年関屋記念・京王杯オータムハンデキャップ）
- ミラクルタイム（1998年毎日杯・京都4歳特別）